# Live Is Overrated
Live Is Overrated è il primo DVD pubblicato dalla industrial metal band svedese Pain, nel 2005, per l'etichetta Metal Mind.
Il DVD contiene tracce tratte da esibizioni live e dei videoclip bonus.

## Capitoli

### Metalmania 2005
1. Supersonic Bitch
2. End of the Line
3. On Your Knees
4. Dancing With the Dead
5. It's Only Them
6. Just Hate Me
7. Same Old Song
8. Shut Your Mouth

### Krzemionki TV Studio, Krakow
1. Greed
2. Breathing In Breathing Out
3. Suicide Machine
4. Nothing
5. Eleanor Rigby
6. On and On

### Tavastia Club, Helsinki
1. Supersonic Bitch
2. End Of The Line

### Bonus Video Clips
1. End of the Line
2. Suicide Machine
3. On & On
4. Shut Your Mouth
5. Just Hate Me
6. Same Old Song
7. Bye/Die

## Formazione
- Peter Tägtgren - voce, chitarra, basso, batteria, tastiere